# 圣五伤方济各堂
圣五伤方济各堂 （匈牙利語：Szent Ferenc sebei templom）是一座罗马天主教教堂 建于18世纪，巴洛克建筑风格,位于匈牙利布达佩斯布达一侧的城堡区，紧邻包贾尼广场（Batthyány tér）。

## 历史
在土耳其占领时期，这里是普什图马图尔穆斯塔法清真寺的所在地。
对天主教教友的精神关怀是从17世纪中叶开始，由波斯尼亚方济各会修士进行的，他们在1686年后仍留在该市，于1703年开始建造修道院和教堂。建筑师是汉斯·詹姆斯。 现在的教堂于1731年奠基，1757年由卡罗利·兹比斯科（Károly Zbiskó）祝圣。今天仍然可见的巴洛克风格的大部分物品（祭坛、讲坛和长凳）都是由修士自己的作坊制作的。
根据神圣罗马帝国皇帝约瑟夫二世的法令，在1785年, 移交给来自维也纳的护士修女，她们将修道院变成了医院。 她们为“无人监护的病人”提供护理服务，直到1950年共产专政开始后解散。此后69位修女不得不离开。 1990年专政结束，只有少数回来。在专政时期，医院和修道院曾经是疗养院，现在由马耳他慈善服务机构经营，称为老人护理之家。
自1989年以来，该堂由布达佩斯讲德语的天主教徒的神父使用。

## 建筑
教堂内部装饰富丽堂皇，主要是18世纪方济各会艺术家的作品。

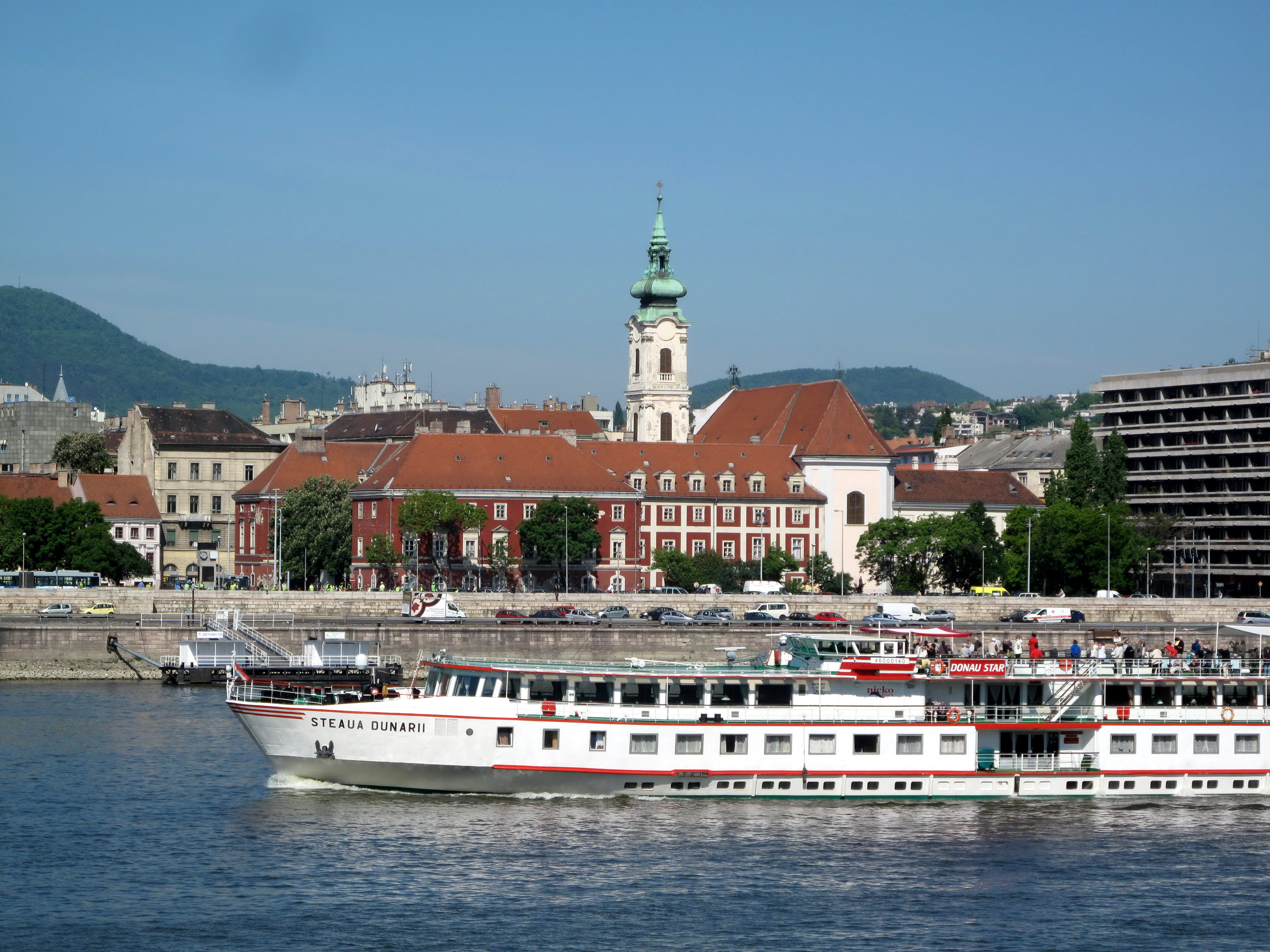
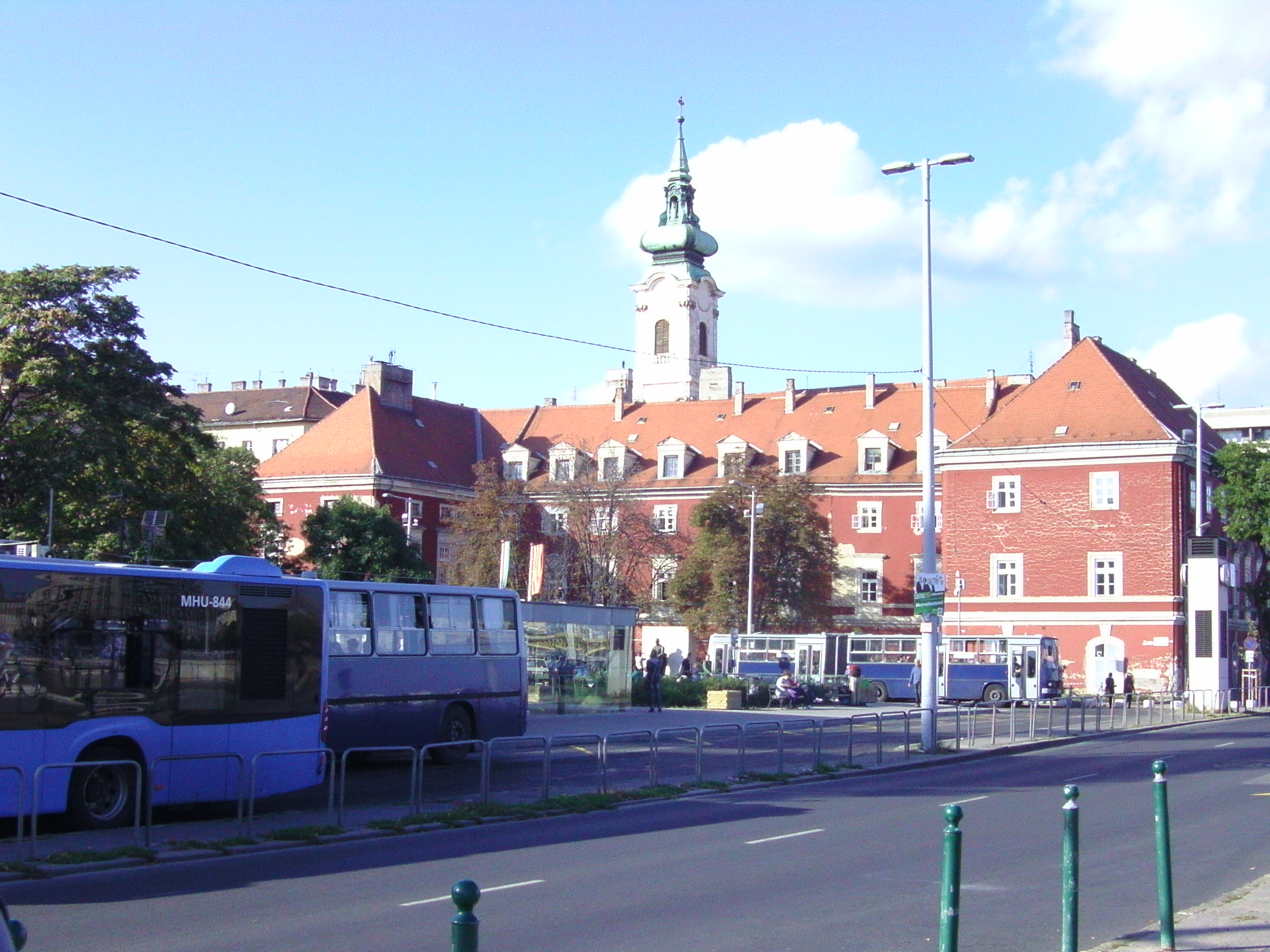
后立面
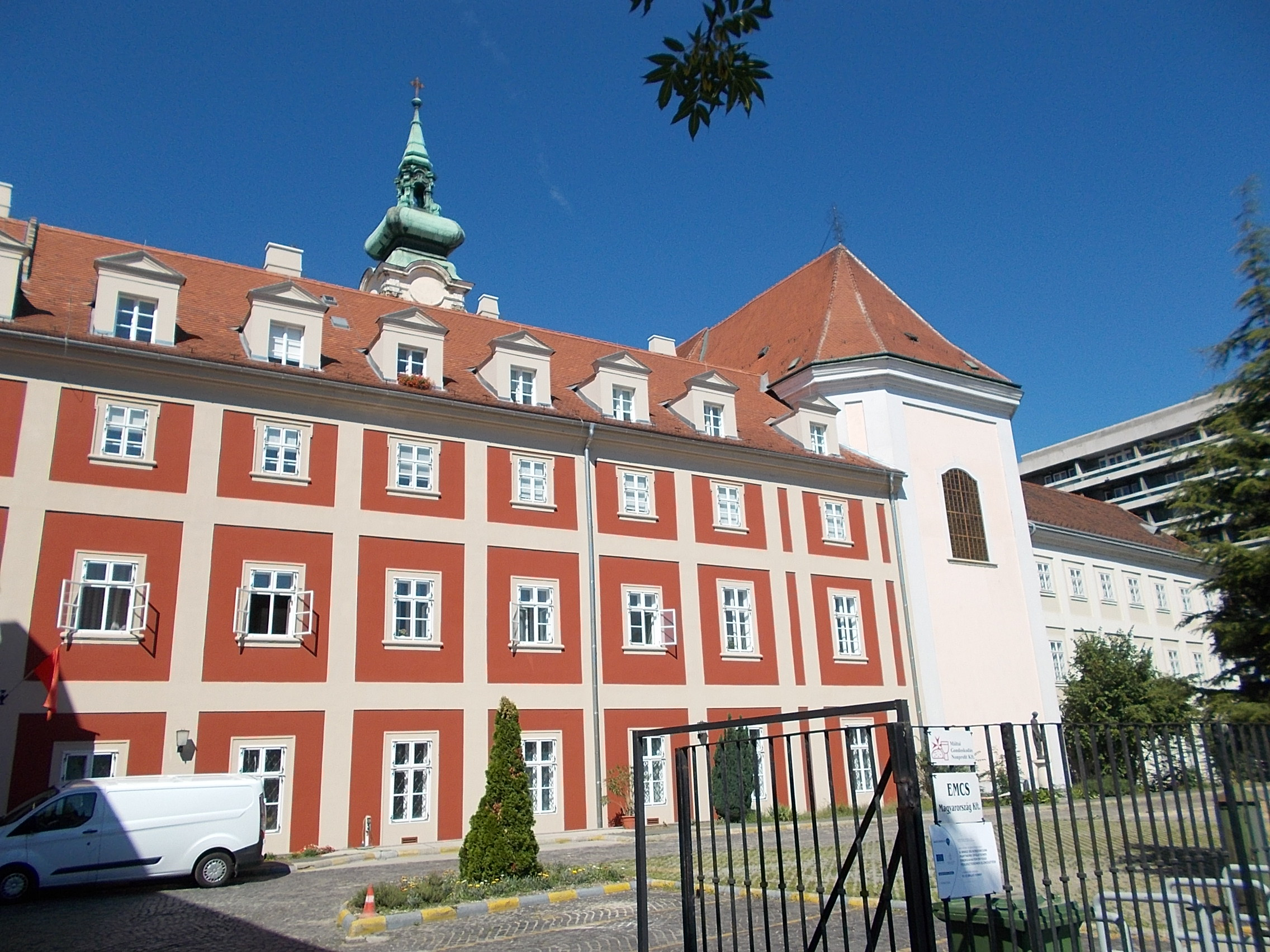
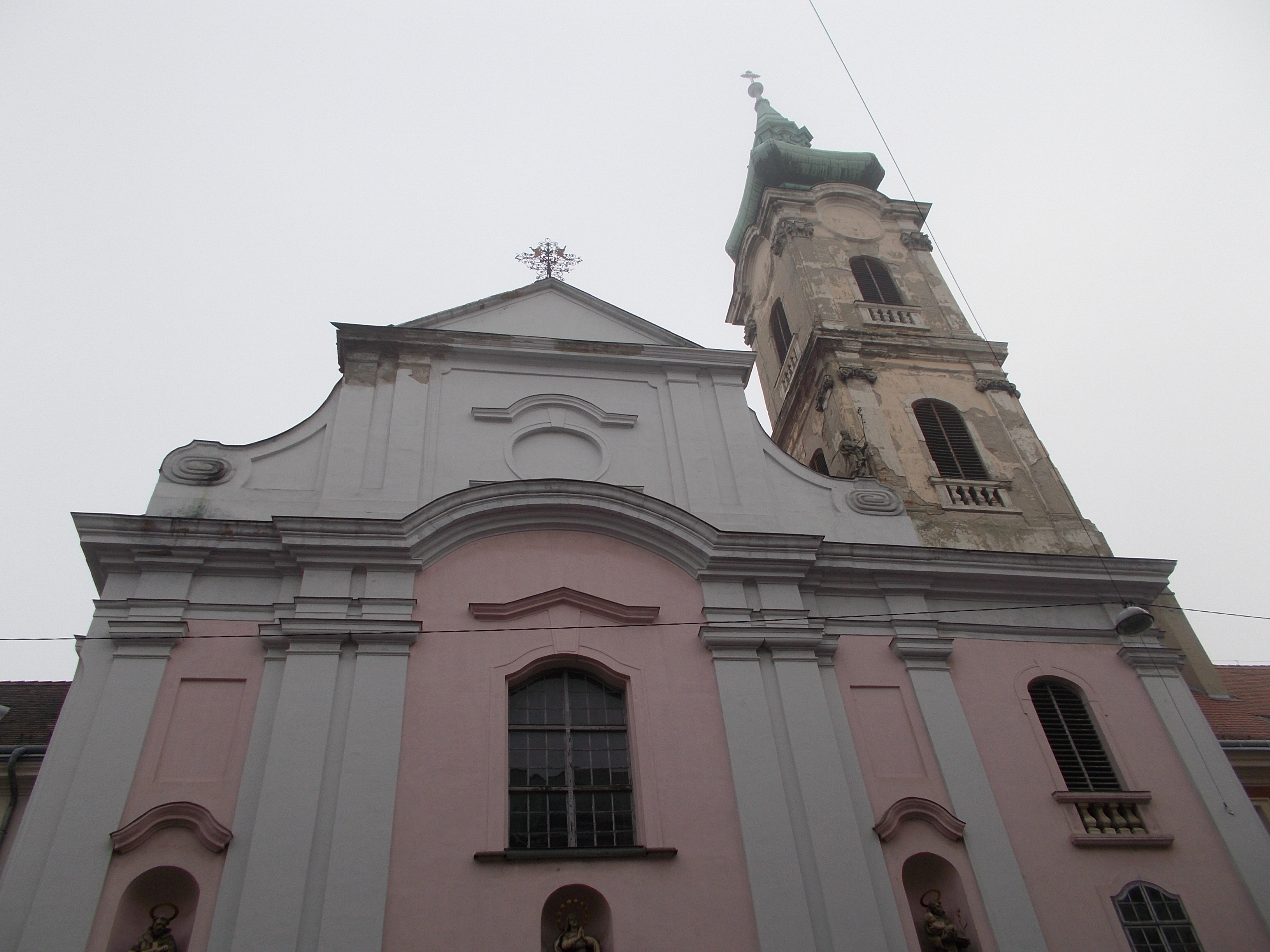
钟楼
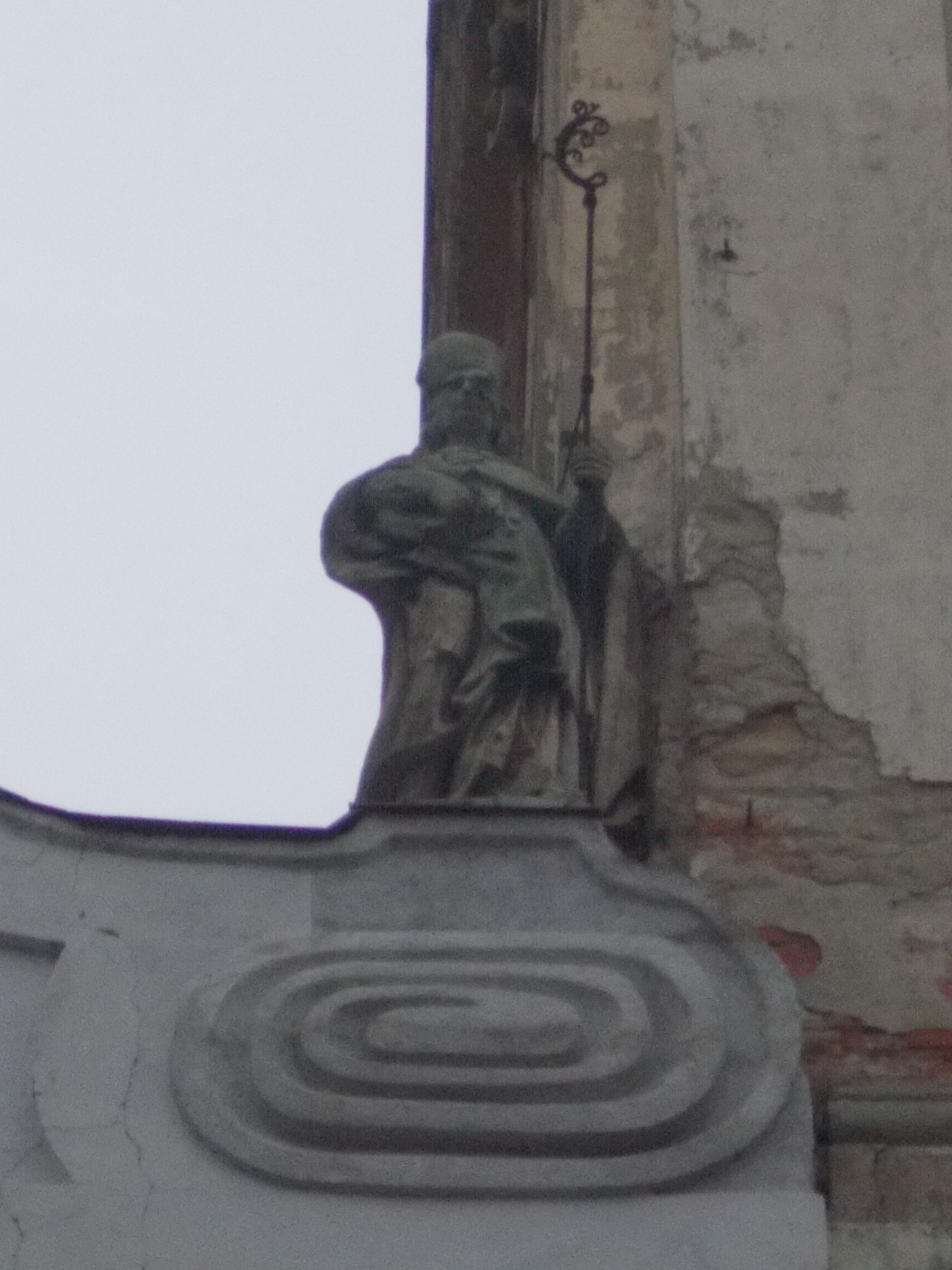
圣类思主教雕像
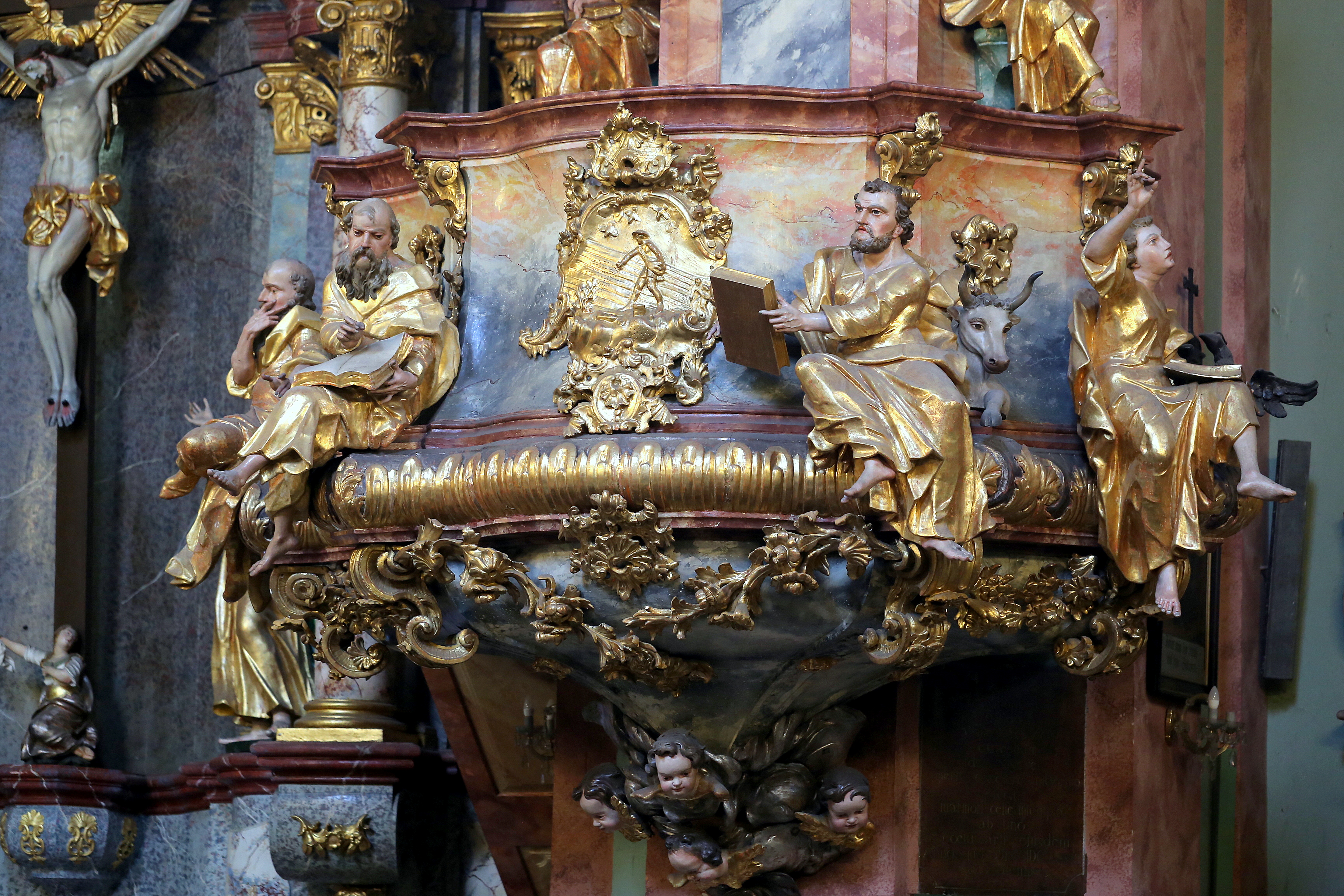
Pulpit with the evangelists
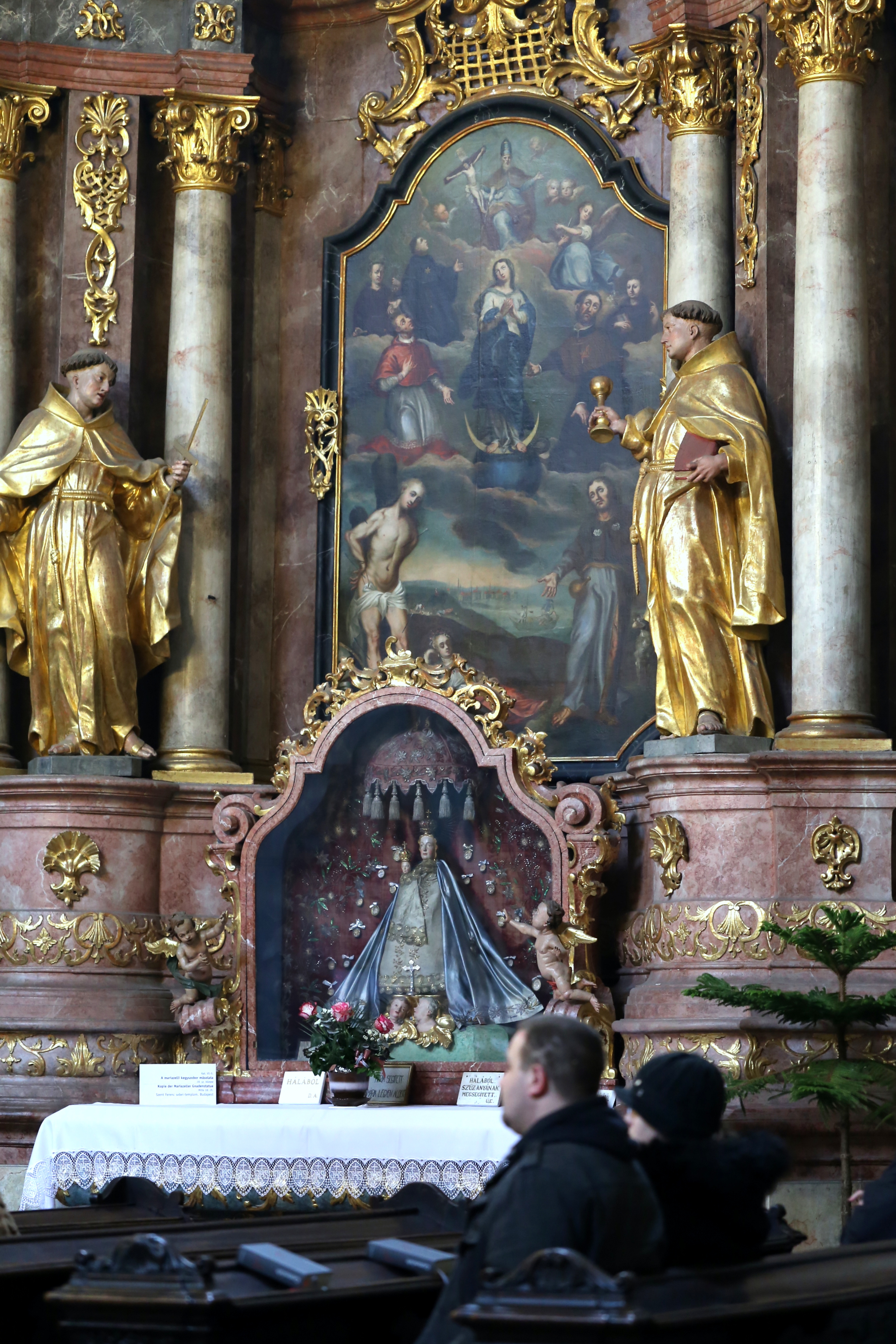
祭坛
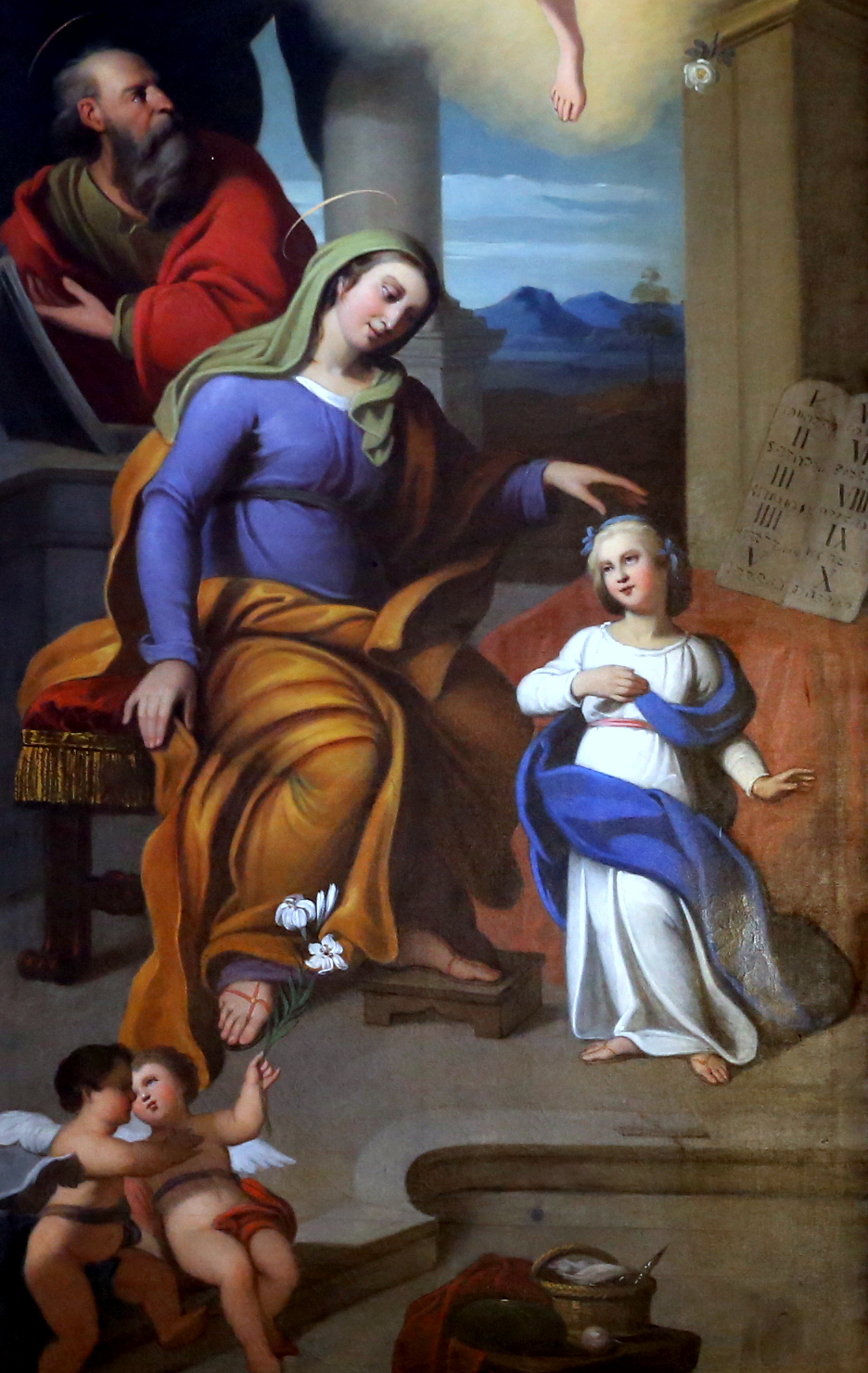
圣亚纳像
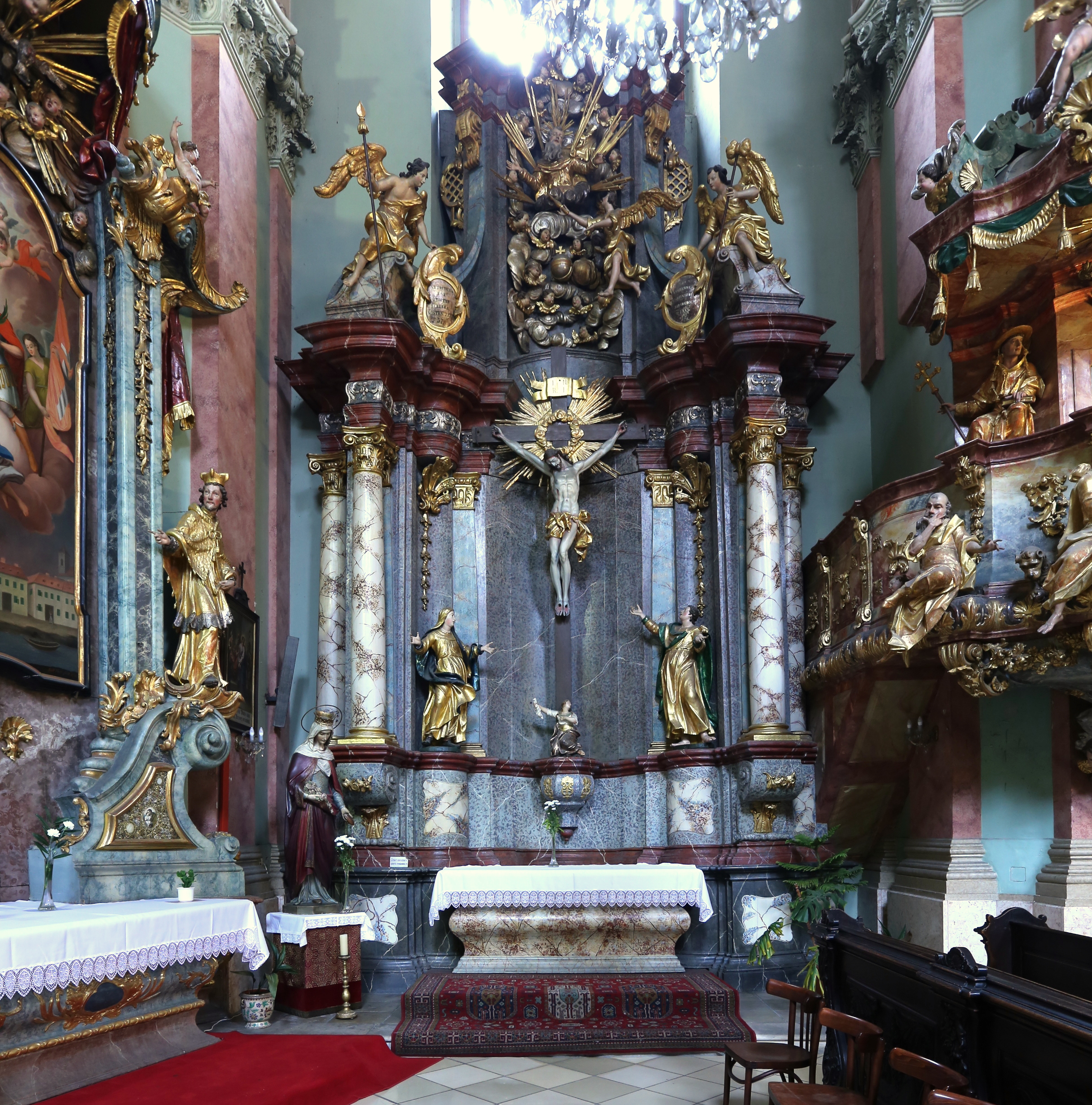
侧祭台
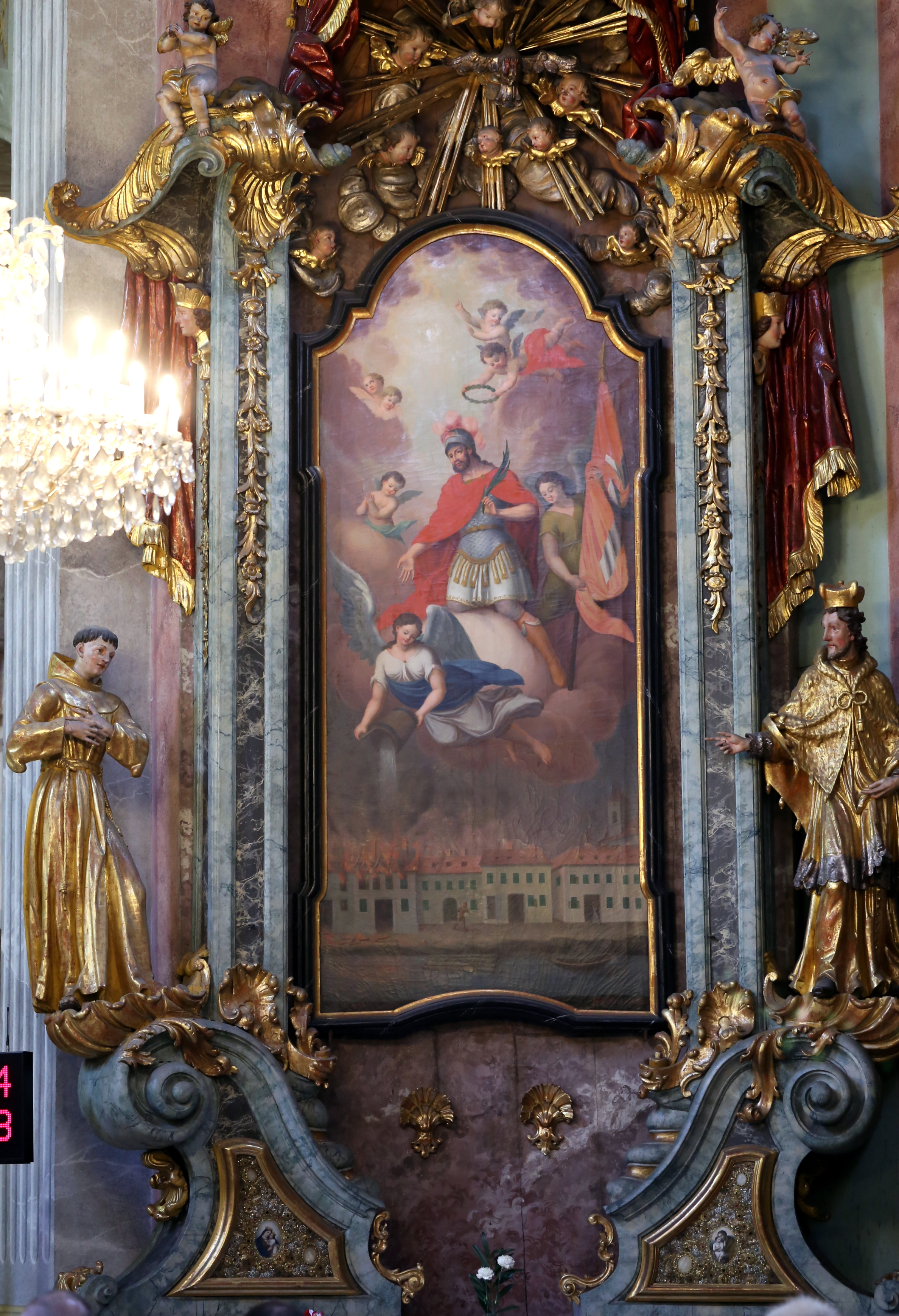
祭台
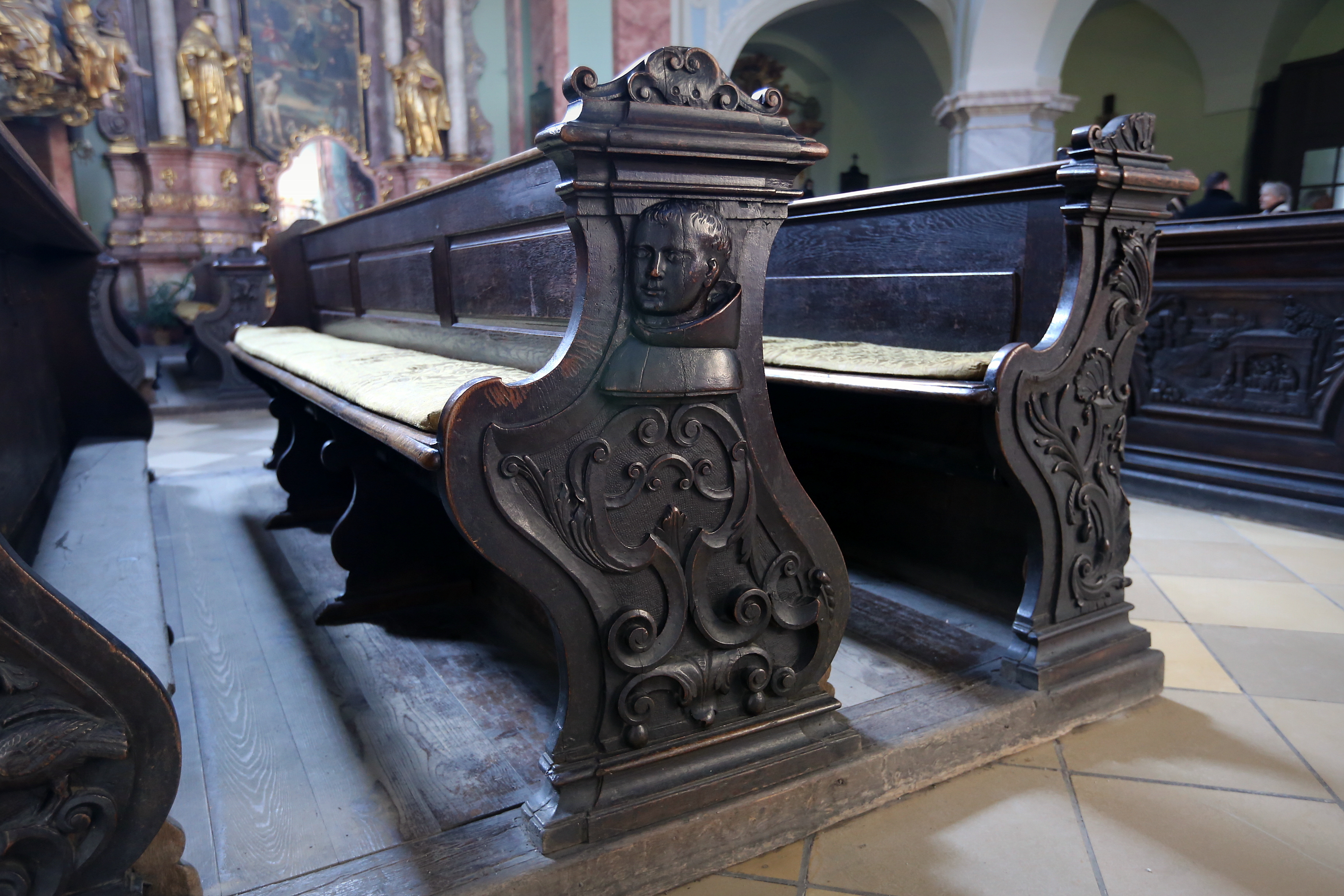
巴洛克长凳